# Demon Days
Demon Days är bandet Gorillaz andra studioalbum, släppt i maj 2005. På albumet medverkar även ett flertal gästartister, däribland De La Soul, Neneh Cherry, Ike Turner och Shaun Ryder.
Demon Days blev etta på UK Albums Chart och sexa på Billboard 200, och blev därmed framgångsrikare än debuten Gorillaz. Från albumet släpptes singlarna "Feel Good Inc.", "DARE", "Dirty Harry" och "Kids With Guns"/"El Mañana".

## Låtlista
1. "Intro" (Don Harper) - 1:03
2. "Last Living Souls" - 3:11
3. "Kids With Guns" - 3:46
4. "O Green World" - 4:32
5. "Dirty Harry" (Romye Robinson) - 3:44
6. "Feel Good Inc." (David Jolicoeur) - 3:41
7. "El Mañana" - 3:50
8. "Every Planet We Reach Is Dead" - 4:53
9. "November Has Come" (Daniel Dumile) - 2:41
10. "All Alone" (Rodney Smith, Simon Tong) - 3:30
11. "White Light" - 2:09
12. "DARE" (Shaun Ryder) - 4:05
13. "Fire Coming Out of the Monkey's Head" - 3:17
14. "Don't Get Lost in Heaven" - 2:01
15. "Demon Days" - 4:28